# Georg Donatus von Hessen-Darmstadt

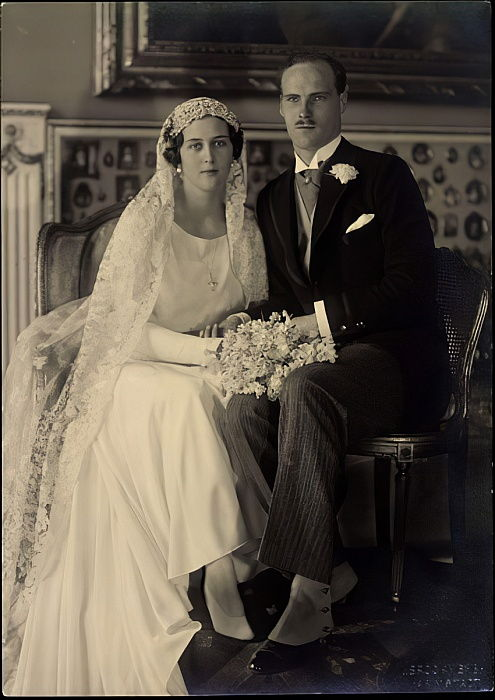
Georg Donatus und seine Frau Cecilia am Tag ihrer Hochzeit 1931

Georg Donatus Wilhelm Nikolaus Eduard Heinrich Karl, Erbgroßherzog von Hessen und bei Rhein (* 8. November 1906 in Darmstadt; † 16. November 1937 in Steene, bei Ostende, Belgien) war der älteste Sohn des letzten regierenden Großherzogs Ernst Ludwig von Hessen und bei Rhein und dessen zweiter Gemahlin Eleonore zu Solms-Hohensolms-Lich. Kurz nach dem Tod des Vaters kam er mit fast seiner gesamten Familie bei einem Flugzeugabsturz ums Leben.

## Leben

### Kindheit und Ausbildung

Georg Donatus im Säuglingsalter

Georg Donatus wurde 1906 als Thronerbe von Hessen-Darmstadt geboren und war das erste Kind aus der zweiten Ehe seines Vaters mit Eleonore zu Solms-Hohensolms-Lich. Das Paar hatte am 2. Februar 1905 in Darmstadt geheiratet. Der Prinz wurde am 4. Dezember 1906 getauft; seine Taufpaten waren Kaiser Wilhelm II., Zar Nikolaus II. von Russland, König Eduard VII. von Großbritannien, Prinz Heinrich von Preußen und der Bruders seiner Mutter, Fürst Karl zu Solms-Hohensolms-Lich, deren Namen er erhielt. Aus Anlass der Taufe gründeten seine Eltern die Ernst Ludwig und Eleonore Stiftung, die sich in den folgenden Jahren erfolgreich der Mütter- und Säuglingsfürsorge annahm.
Georg Donatus wuchs mit seinem zwei Jahre jüngeren Bruder Ludwig (1908–1968) auf. Die Familie verbrachte das Jahr meist von Frühjahr bis Ende Oktober/Anfang November in Schloss Wolfsgarten und den Rest der Zeit im Neuen Palais in Darmstadt. Ihre Jugend verbrachten Georg Donatus und Ludwig auch auf dem Jagdschloss Romrod, wo sie mit ihren Freunden die Äcker und Ställe erkundeten. Die beiden Brüder wurden am 23. Juli 1923 in der Kirche von Romrod vom Darmstädter Pfarrer Georg Lautenschläger, einem Freimaurer, konfirmiert. Auch teilte er die Autoleidenschaft seines Vaters und war ein dreiviertel Jahr Volontär bei den Opelwerken in Rüsselsheim.
Beide Prinzen begannen früh, Repräsentationspflichten in der Öffentlichkeit wahrzunehmen, so etwa 1914 bei der Eröffnung der letzten Künstlerkolonie-Ausstellung oder 1917 beim 25-jährigen Regierungsjubiläum des Vaters. Auch posierten sie für Wohlfahrtspostkarten und begleiteten ihre Eltern auf Reisen. Von April bis Mai 1912 reisten die Kinder mit Ernst Ludwig und Eleonore nach Liwadija und Zarskoje Selo, wo diese sich mit der russischen Zarenfamilie trafen. Um die beiden Prinzen kümmerten sich englische Kindermädchen. Das letzte sollte bei Ausbruch des Ersten Weltkriegs als „Feind“ nach Hause geschickt werden.

Georg Donatus mit seinem jüngeren Bruder Ludwig

Kurz vor Beginn des Ersten Weltkriegs erhielt Georg Donatus – in Familienkreisen „Don“ genannt, von den Darmstädtern „Erbschorsch“ (Erbgeorg) betitelt – ersten Privatunterricht in Deutsch und Literatur. Seine Lehrerin war Anna Textor, die in Darmstadt ein Institut für englische Mädchen führte und bereits Alix von Hessen-Darmstadt, die letzte russische Zarin, unterrichtet hatte. 1917 wurden Georg Donatus und seinem Bruder Ludwig (in der Familie „Lu“ genannt) weitere Lehrer von der örtlichen Schule zugeteilt. Ein Jahr später, nach der Novemberrevolution, wurde Vater Ernst Ludwig vom Darmstädter Arbeiter- und Soldatenrat abgesetzt und Hessen-Darmstadt zum Volksstaat. Die Söhne sollen die Veränderung gefasst aufgenommen haben, die nach einer Tagebucheintragung von Großherzogin Eleonore zu ihrer Reifung beitrug.

Georg Donatus mit seinen Eltern und Bruder Ludwig (1910)

In den 1920er Jahren fand der Unterricht von Georg Donatus und Ludwig im Darmstädter Neuen Palais statt. Die Leitung oblag Professor Eugen Köser, der in den einzelnen Unterrichtsfächern von Kollegen des Alten Realgymnasiums unterstützt wurde. Der Hausunterricht war in die Stundenpläne der Schule eingebaut, ehe Köser die Unterprima übernahm und beide auf Wunsch der Eltern regulär das Realgymnasium als Schüler besuchten. Aufgrund eines Zeitungsartikels im Volksfreund, in dem fälschlicherweise angeprangert wurde, dass die „Söhne des Brabanters“ in eine Offiziersklasse des Realgymnasiums aufgenommen worden seien, ließen die Eltern schon nach kurzer Zeit Georg Donatus und Ludwig wieder Privatunterricht im Neuen Palais zukommen. Das externe Abitur im Alten Realgymnasium bestanden beide am 6. März 1926.
Nach Ende seiner Schulausbildung studierte Georg Donatus Volkswirtschaftslehre in Gießen, Lausanne und München. Er wurde 1933 in Gießen mit einer Arbeit über Friedrich List als Weltpolitiker zum Doktor phil. promoviert. Der 1,96 m große Georg Donatus war gesellig und beliebt, galt als sportlich begabt und ging der Fliegerei und der Jagd nach – letztgenanntes Hobby vorwiegend in Romrod.

### Hochzeit und Familiengründung
Am 2. Februar 1931 heiratete Georg Donatus in der Schlosskirche von Darmstadt Prinzessin Cecilia (Cäcilie) von Griechenland, Tochter des Prinzen Andreas von Griechenland und Dänemark und Alice von Battenberg. Durch seine Frau wurde er somit Schwager des späteren britischen Prinzgemahls Philip. Der lutherischen Zeremonie war eine orthodoxe Trauung im Neuen Palais vorausgegangen. Die Battenbergs hatten eine enge Beziehung zum Haus Hessen-Darmstadt unterhalten und Georg Donatus und Cäcilie kannten sich seit frühester Jugend. Die Anteilnahme der Bevölkerung an den Hochzeitsfeierlichkeiten war so unerwartet groß, dass der Wagen von Braut und Brautvater trotz Polizeieinsatz in der Menschenmenge stecken blieb. Cäcilie und deren Vater mussten von Georg Donatus, dessen Bruder und Vater persönlich in die Kirche geführt werden.
Georg Donatus und Cäcilie bezogen ein gekauftes Haus in der Wilhelminenstraße 20. Das Paar wurde Eltern von drei Kindern – Ludwig (* 1931) und Alexander (* 1933) sowie Johanna (* 1936). Sein Bruder Ludwig erinnert sich an seine Schwägerin, „mit ihren kleinen Kindern laut durch die Straßen ziehend, die Buben immer mit frechen Redensarten bei der Hand, wie das bei Heinern eigentlich sein muß.“ Cäcilie unterstützte ihre Schwiegermutter Eleonore bei deren karitativer Arbeit mit dem Alice-Hospital und der Alice-Schwesternschaft.
1937 verstarb Georg Donatus’ Vater Ernst Ludwig nach langer Krankheit. Die Trauerparade am 12. Oktober durch Darmstadt wurde von den Nationalsozialisten vereinnahmt. Georg Donatus führte den Trauerzug in der Uniform eines Fliegerleutnants an der Seite seines in zivil gekleideten Bruders Ludwig an. Georg Donatus war Reserveoffizier der Luftwaffe und gemeinsam mit seiner Frau zum 1. Mai 1937 der NSDAP beigetreten (Mitgliedsnummer 3.766.312).

### Früher Tod durch Flugzeugabsturz
Nur wenige Wochen nach den Trauerfeierlichkeiten kamen am 16. November 1937 Georg Donatus, seine schwangere Ehefrau Cäcilie, ihre beiden Söhne Ludwig und Alexander sowie seine Mutter Eleonore bei einem Flugzeugabsturz bei Ostende (Belgien) ums Leben. Die Familie befand sich auf dem Weg nach London, wo Georg Donatus’ Bruder Ludwig und dessen Verlobte Margaret Geddes am 20. November heiraten wollten. Nur die einjährige Johanna hatte man im Schloss Wolfsgarten zurückgelassen. Die vorgesehene Hochzeit wurde durch eine stille Trauungszeremonie am 17. November ersetzt; das Paar ließ die verstorbenen Familienmitglieder nach Darmstadt überführen, wo sie gemeinsam mit dem noch nicht beigesetzten Ernst Ludwig in einem großen Gemeinschaftsgrab auf der Rosenhöhe beerdigt wurden. Die Vollwaise Johanna wurde von Ludwig und seiner Gattin Margaret adoptiert, starb aber 1939 im Alter von zwei Jahren an Meningitis. Sie liegt abseits ihrer Familie auf der Rosenhöhe begraben.

### Trivia
In der Serie The Crown wurde er von August Wittgenstein dargestellt, der selbst aus dem Adel stammt.

## Ahnentafel
| Ahnentafel Erbgroßherzog Georg Donatus                            | Ahnentafel Erbgroßherzog Georg Donatus                                                                                       | Ahnentafel Erbgroßherzog Georg Donatus                                                                                       | Ahnentafel Erbgroßherzog Georg Donatus                                                                                       | Ahnentafel Erbgroßherzog Georg Donatus                                                                                       | Ahnentafel Erbgroßherzog Georg Donatus                                                                            | Ahnentafel Erbgroßherzog Georg Donatus                                                                            | Ahnentafel Erbgroßherzog Georg Donatus                                                                            | Ahnentafel Erbgroßherzog Georg Donatus                                                                            |
| ----------------------------------------------------------------- | --- | --- | --- | --- | --- | --- | --- | --- |
| Urgroßeltern                                                      | Prinz Karl von Hessen und bei Rhein (1809–1877) ⚭ 1836 Prinzessin Elisabeth von Preußen (1815–1885)                          | Prinz Karl von Hessen und bei Rhein (1809–1877) ⚭ 1836 Prinzessin Elisabeth von Preußen (1815–1885)                          | Prinz Albert von Sachsen-Coburg und Gotha (1819–1861) ⚭ 1840 Königin Victoria von Großbritannien und Irland (1819–1901)      | Prinz Albert von Sachsen-Coburg und Gotha (1819–1861) ⚭ 1840 Königin Victoria von Großbritannien und Irland (1819–1901)      | Prinz Ferdinand zu Solms-Hohensolms-Lich (1806–1876) ⚭ Gräfin Caroline von Collalto und San Salvatore (1818–1855) | Prinz Ferdinand zu Solms-Hohensolms-Lich (1806–1876) ⚭ Gräfin Caroline von Collalto und San Salvatore (1818–1855) | Graf Wilhelm zu Stolberg-Wernigerode (1807–1898) ⚭ 1835 Gräfin Elisabeth zu Stolberg-Rossla (1817–1896)           | Graf Wilhelm zu Stolberg-Wernigerode (1807–1898) ⚭ 1835 Gräfin Elisabeth zu Stolberg-Rossla (1817–1896)           |
| Großeltern                                                        | Großherzog Ludwig IV. von Hessen und bei Rhein (1837–1892) ⚭ 1862 Prinzessin Alice von Großbritannien und Irland (1843–1878) | Großherzog Ludwig IV. von Hessen und bei Rhein (1837–1892) ⚭ 1862 Prinzessin Alice von Großbritannien und Irland (1843–1878) | Großherzog Ludwig IV. von Hessen und bei Rhein (1837–1892) ⚭ 1862 Prinzessin Alice von Großbritannien und Irland (1843–1878) | Großherzog Ludwig IV. von Hessen und bei Rhein (1837–1892) ⚭ 1862 Prinzessin Alice von Großbritannien und Irland (1843–1878) | Fürst Hermann Adolf zu Solms-Hohensolms-Lich (1838–1899) ⚭ 1865 Gräfin Agnes zu Stolberg-Wernigerode (1842–1904)  | Fürst Hermann Adolf zu Solms-Hohensolms-Lich (1838–1899) ⚭ 1865 Gräfin Agnes zu Stolberg-Wernigerode (1842–1904)  | Fürst Hermann Adolf zu Solms-Hohensolms-Lich (1838–1899) ⚭ 1865 Gräfin Agnes zu Stolberg-Wernigerode (1842–1904)  | Fürst Hermann Adolf zu Solms-Hohensolms-Lich (1838–1899) ⚭ 1865 Gräfin Agnes zu Stolberg-Wernigerode (1842–1904)  |
| Eltern                                                            | Großherzog Ernst Ludwig von Hessen und bei Rhein (1868–1937) ⚭ 1905 Eleonore zu Solms-Hohensolms-Lich (1871–1937)            | Großherzog Ernst Ludwig von Hessen und bei Rhein (1868–1937) ⚭ 1905 Eleonore zu Solms-Hohensolms-Lich (1871–1937)            | Großherzog Ernst Ludwig von Hessen und bei Rhein (1868–1937) ⚭ 1905 Eleonore zu Solms-Hohensolms-Lich (1871–1937)            | Großherzog Ernst Ludwig von Hessen und bei Rhein (1868–1937) ⚭ 1905 Eleonore zu Solms-Hohensolms-Lich (1871–1937)            | Großherzog Ernst Ludwig von Hessen und bei Rhein (1868–1937) ⚭ 1905 Eleonore zu Solms-Hohensolms-Lich (1871–1937) | Großherzog Ernst Ludwig von Hessen und bei Rhein (1868–1937) ⚭ 1905 Eleonore zu Solms-Hohensolms-Lich (1871–1937) | Großherzog Ernst Ludwig von Hessen und bei Rhein (1868–1937) ⚭ 1905 Eleonore zu Solms-Hohensolms-Lich (1871–1937) | Großherzog Ernst Ludwig von Hessen und bei Rhein (1868–1937) ⚭ 1905 Eleonore zu Solms-Hohensolms-Lich (1871–1937) |
| Georg Donatus (1906–1937), Erbgroßherzog von Hessen und bei Rhein | | | | | | | | |

## Kinder

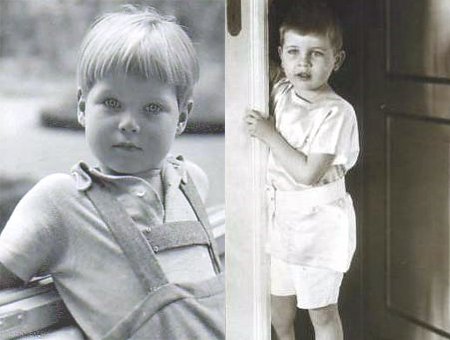
Die Söhne Alexander (li., im Jahr 1937) und Ludwig (um 1934/35)

Aus der Ehe mit Cecilia (Cäcilie) von Griechenland stammen folgende Kinder:
- Ludwig Ernst Andreas (* 25. Oktober 1931; † 16. November 1937 beim Flugzeugabsturz in Belgien)
- Alexander Georg Karl Heinrich (* 14. April 1933; † 16. November 1937 beim Flugzeugabsturz in Belgien)
- Johanna Marina Eleonore (* 20. September 1936; † 14. Juni 1939)